# Bazylika kolegiacka Grobu Bożego w Miechowie
Bazylika kolegiacka Grobu Bożego w Miechowie – miechowska kolegiata jest trzynawową, trójprzęsłową bazyliką gotycką z XIV/XV wieku z fragmentami romańskimi z pierwszego trzydziestolecia XIII wieku, przebudowaną w stylu późnobarokowym w drugiej połowie XVIII wieku. W 1996 r. uzyskała od Jana Pawła II tytuł bazyliki mniejszej, a od 1997 r. jest siedzibą Miechowskiej Kapituły Kolegiackiej. Stanowi część zespołu klasztornego bożogrobców należącego w latach 1163–1819 do zakonu Kanoników Regularnych Grobu Bożego. Świątynia i znajdująca się na terenie klasztoru kaplica Grobu Bożego są celem pielgrzymek od okresu średniowiecza.
Bazylika i klasztor stanowią punkt początkowy tzw. Małopolskiego Szlaku Bożogrobców, obejmującego dziesięć zabytkowych kościołów w rejonie Miechowa.

## Architektura

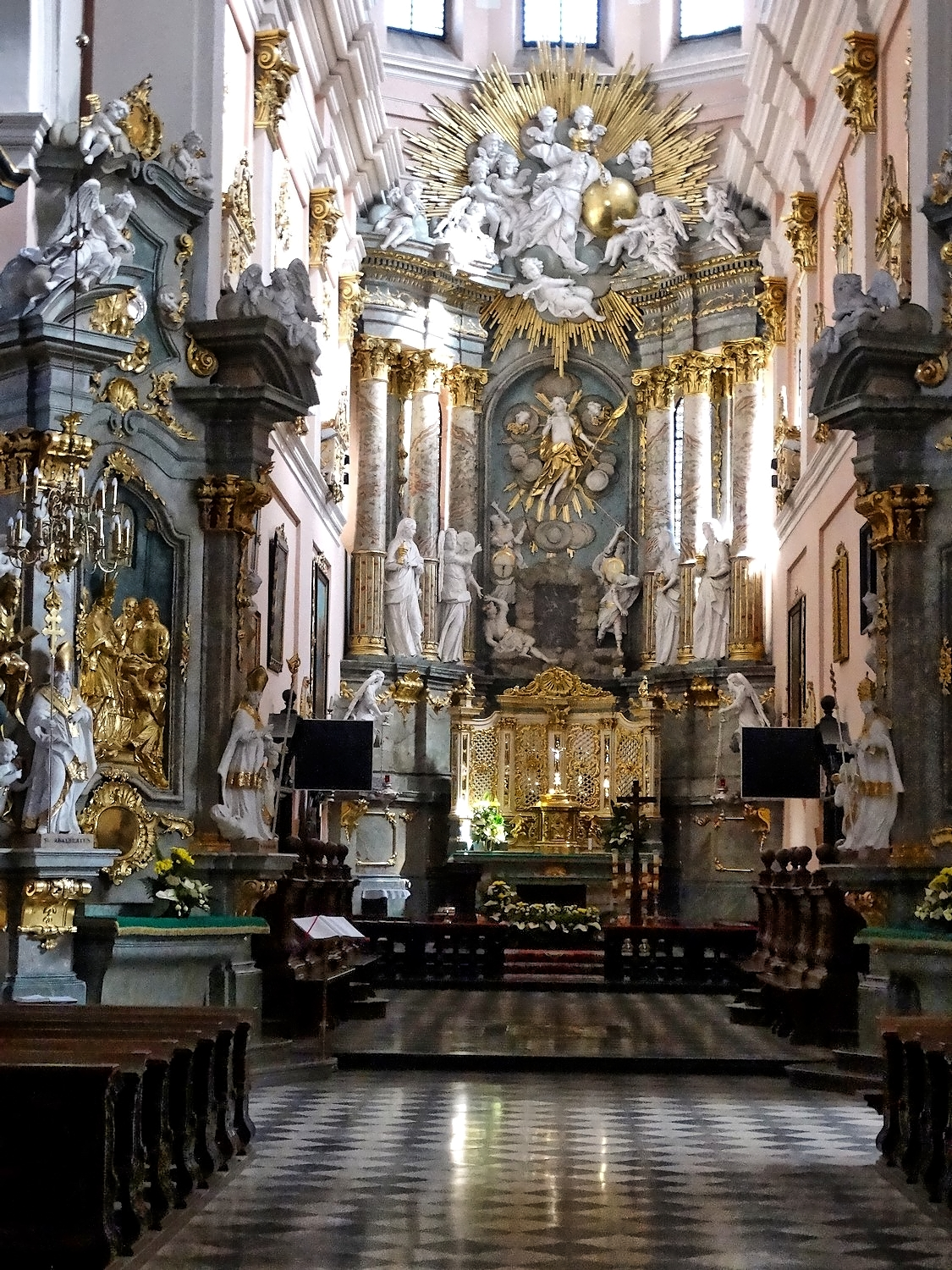
Ołtarz główny i prezbiterium bazyliki

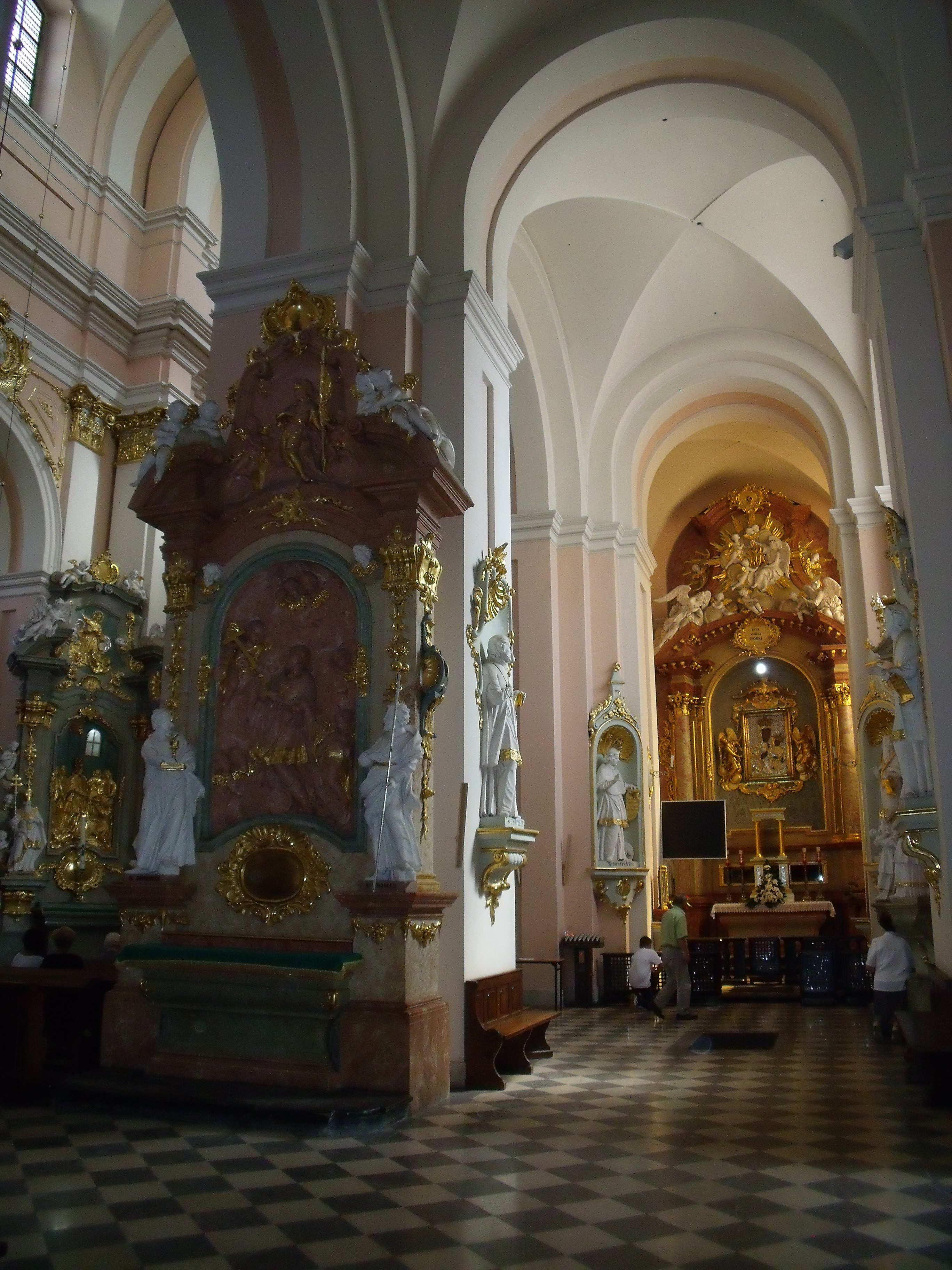
Nawa boczna południowa

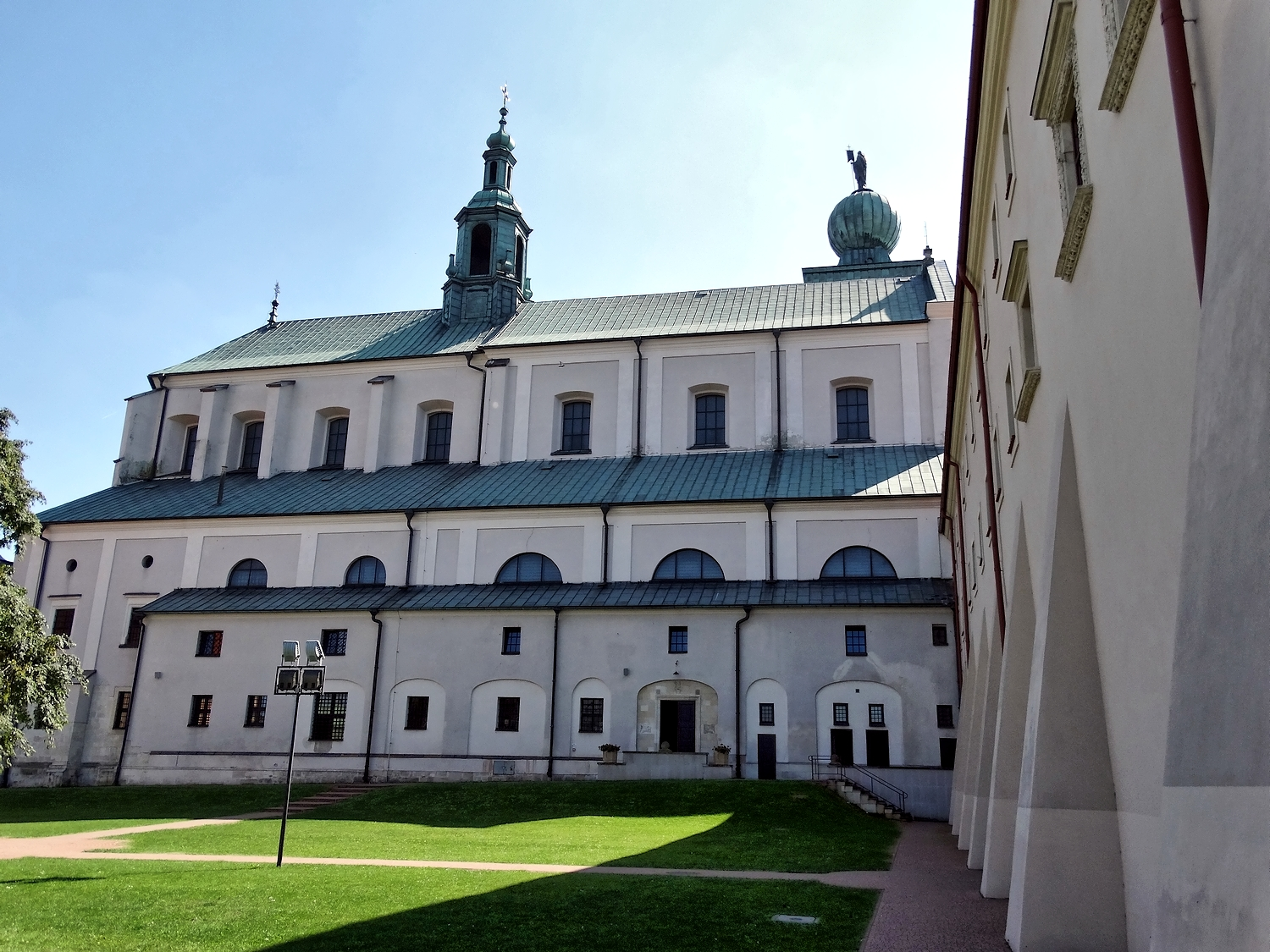
Północna elewacja bazyliki z przyległym gmachem dawnego klasztoru bożogrobców w Miechowie

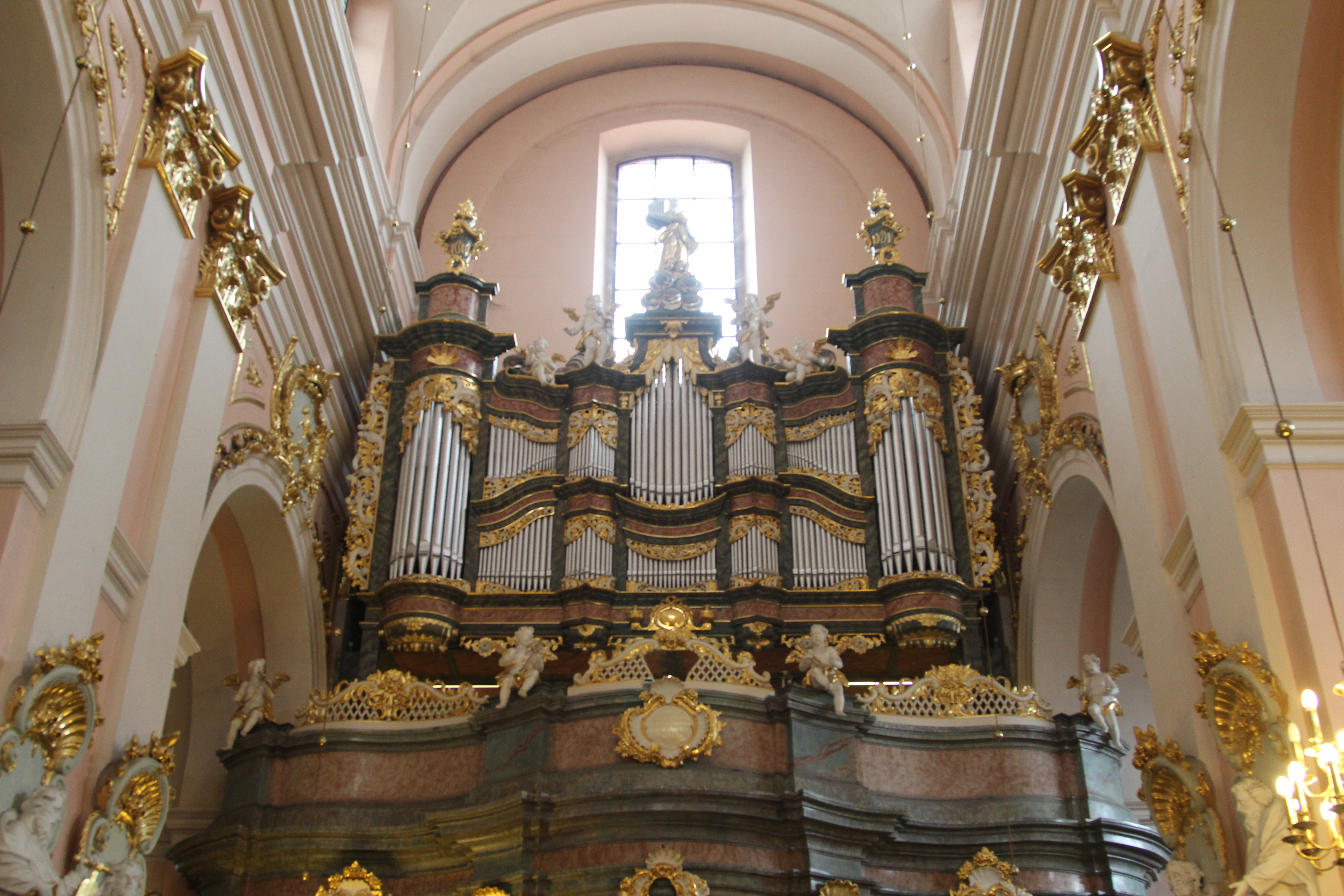
Chór muzyczny

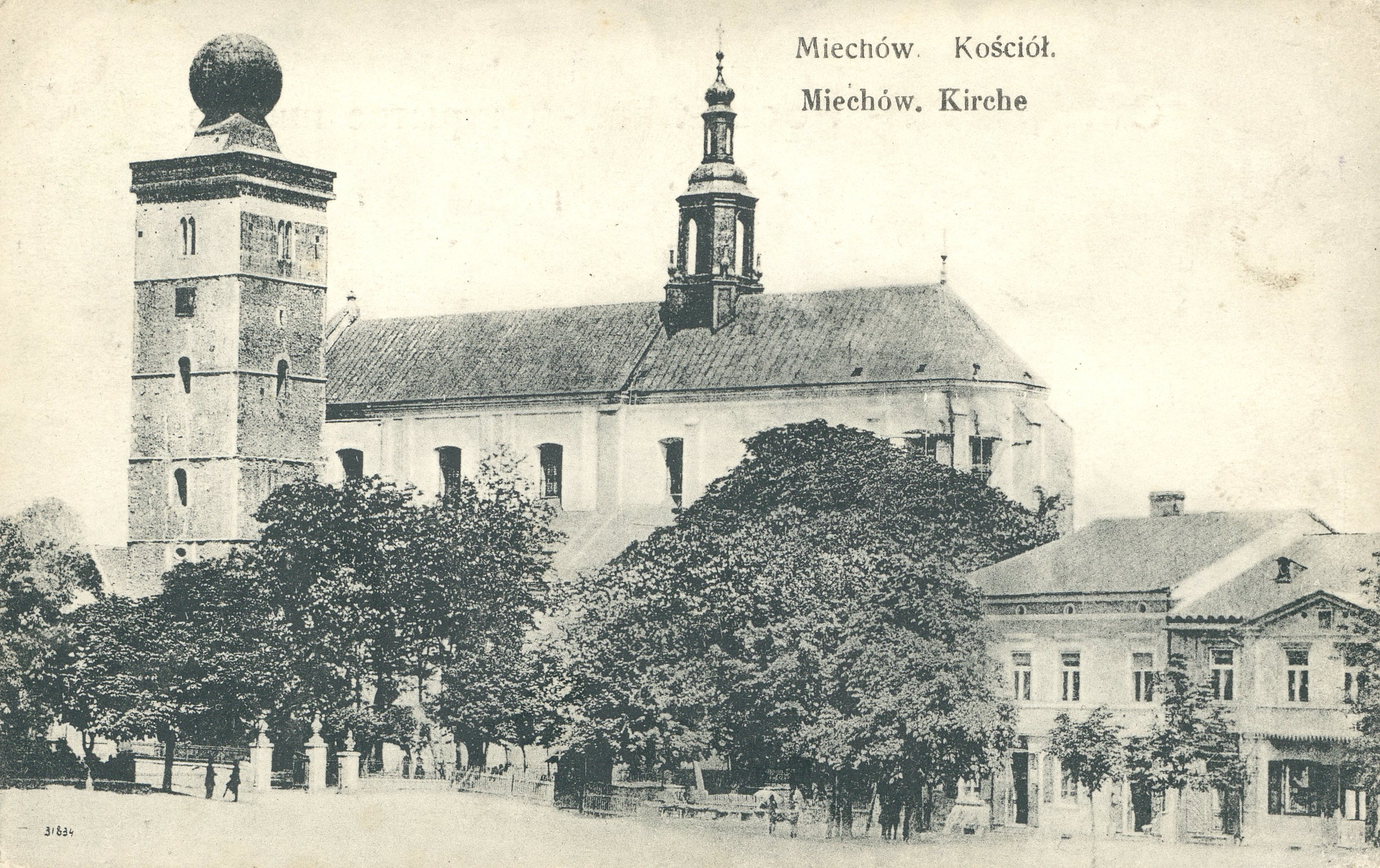
Kościół około 1918 r.

- Bożogrobcy zostali sprowadzeni do Miechowa w 1163 r. przez możnowładcę i krzyżowca Jaksę Gryfitę, fundatora klasztoru, i pierwszy kościół pw. Grobu Pańskiego poświęcono ok. 1170 r.[7] Pierwszy kościół był jednak zbyt mały, dlatego w latach 1235–1293 podjęto budowę nowego romańskiego kościoła, poświęconego przez biskupa Prokopa[2]. Miechowska świątynia znaczenia nabrała po opanowaniu Jerozolimy przez muzułmanów – Miechów stał się wówczas celem pielgrzymek całej ówczesnej Europy[2]. W 1379 r. kościół spłonął w pożarze miasta[2].
- Obecny kościół zbudowano w stylu gotyckim w latach 1394–1406, a zatem budowa trwała krótko[8][9]. Wieżę zbudowano w pierwotnej postaci w 1311 r. i podwyższono do obecnej formy w dwóch fazach: pod koniec XIV w. i w latach 1405–1408[9]. Kościół ponownie ulegał kilkakrotnym pożarom (m.in. w 1506 r. i 1745 r.). Dzisiejszy wygląd pochodzi z przebudowy dokonanej w latach 1745–1802 w stylu późnobarokowym[6]. Przy prezbiterium znajdują się kaplica Ukrzyżowania i kaplica Matki Bożej Częstochowskiej[2]. Świątynia posiada wieżę zakończoną hełmem w kształcie ogromnej kuli z pozłacanym, dwuramiennym krzyżem bożogrobców, i współczesną figurą Chrystusa Zmartwychwstałego[2].
- Kruchta prowadząca do południowej nawy to kwadratowy dwukondygnacyjny budynek o ściętych narożnikach, nakryty płaską kopułą z obeliskiem na szczycie. Na zewnątrz kruchty we wnękach znajdują się dwie rzeźby: Ofiarowanie z XVII wieku oraz późnobarokowa św. Jadwiga Śląska. Na wysokich cokołach stoją rzeźby: św. Piotr, św. Paweł oraz postacie dwóch aniołów.
- Główny ołtarz kościoła, rokokowo-klasycystyczny, przedstawia scenę Zmartwychwstania. Ołtarze boczne są rokokowe. W prezbiterium bazyliki znajduje się portret Makariusza, biskupa Jerozolimy z IV wieku, inicjatora budowy Bazyliki Grobu Bożego w Jerozolimie. W tle obrazu widoczny jest Grób Pański.
- Od strony zachodniej znajduje się barokowo-klasycystyczny chór muzyczny zajmujący całą szerokość świątyni, zwieńczony postacią św. Cecylii[6]. Organy zawierają 12 zespołów piszczałek w nawie głównej oraz po trzy zespoły w nawach bocznych[6].
- Bazylika łączy się krużgankami z dawnym klasztorem bożogrobców, w którego wirydarzu znajduje się gotycko-renesansowa kaplica Grobu Bożego, kopia kaplicy w Jerozolimie[5]. Stanowi ona centralny pod względem kompozycyjnym i ideowym element kompleksu klasztornego[10]. Umieszczono w niej symboliczny Grób Pański; w osobnej kaplicy znajduje się kopia Całunu Turyńskiego[6]. Miechowska kopia Grobu Pańskiego została zbudowana około 1530 r. na linii wschód-zachód, tak jak grób w Jerozolimie. Odpowiada opisowi biblijnemu: łoże grobowe znajduje się po prawej stronie (pomieścić może pięć osób), posiada małe wejście (by zajrzeć do środka, trzeba się przed nim nisko schylić), można je zasłonić dużym kamieniem. Wymiary wewnętrzne są bardzo zbliżone lub identyczne w stosunku do pierwowzoru jerozolimskiego. Z okresu budowy kaplicy pochodzą prawdopodobnie renesansowe malowidła zdobiące kopułę, odkryte na przełomie lat 2008–2009[11]. Po pożarze głównego kościoła w 1745 r. kaplica Grobu Bożego została konsekrowana jako oddzielna, niezależna świątynia i stała się miejscem sprawowania liturgii[4].
- W podziemiach kolegiaty znajdują się krypty, w których niegdyś grzebano zakonników, obecnie częściowo zamurowane[12]. Pochowano tam m.in. historiografa zakonu bożogrobców Samuela Nakielskiego (1584–1652)[6] i biskupa Tomasza Nowińskiego (1746–1830), ostatniego prepozyta generalnego zgromadzenia[12]. Krypta znajduje się również pod posadzką kaplicy Grobu Bożego[13]. W 2010 r. podczas nieinwazyjnych badań archeologicznych wykonano w tym miejscu odwiert i na głębokości ok. 70 cm natrafiono na jej strop[13]. Po wprowadzeniu do środka mikrokamery zarejestrowała ona jeden szkielet[13]. Tożsamość osoby pochowanej w krypcie nie jest znana[13].